# (4758) Эрмитаж
(4758) Эрмитаж (лат. Hermitage) — типичный астероид главного пояса, открыт 27 сентября 1978 года советским астрономом Людмилой Черных в Крымской астрофизической обсерватории и 22 февраля 1997 года назван в честь музея «Эрмитаж».

## Обнаружение и именование
(4758) Эрмитаж
Открыт 27 сентября 1978 года в Научном Л. И. Черных.
Назван в честь одного из крупнейших музеев мира, уникального хранилища произведений мирового искусства и культуры в Санкт-Петербурге. Название представлено первооткрывателем по предложению Института теоретической астрономии.
Оригинальный текст (англ.)4758 Hermitage
Discovered 1978-09-27 by Chernykh, L. I. at Nauchnyj.
Named for one of the largest museums in the world, the unique depository in St. Petersburg of works of the world's art and culture. Name proposed by the discoverer following a suggestion by the Institute of Theoretical Astronomy.
Источники: DISCOVERY.DB; M.P.C. 29143.

## Орбита

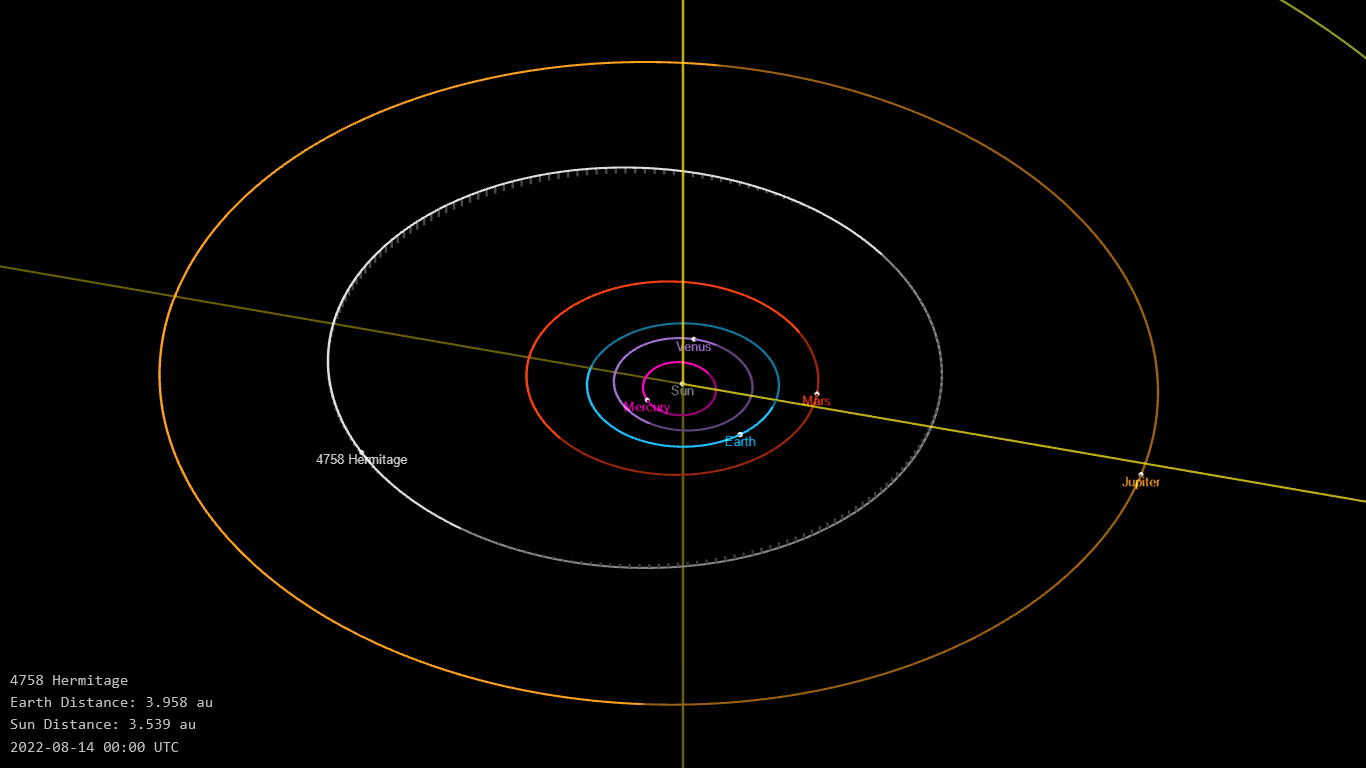
Орбита астероида Эрмитаж и его положение в Солнечной системе

## Физические характеристики
Из наблюдений системы ATLAS следует, что астероид относится к таксономическому классу C.
По результатам наблюдений в видимом и ближнем инфракрасном диапазоне космического телескопа NEOWISE и наблюдений в инфракрасном диапазоне спутника Akari диаметр астероида оценивался равным 19,455±0,448 км и 19,65±0,61 км. Согласно тем же источникам альбедо оценивается как 0,0674±0,0046, 0,070±0,005 и 0,067±0,005.